# Варзінка
Варзі́нка (рос. Варзинка) — річка в Алнаському районі Удмуртії та Агризькому районі Татарстану, Росія, права притока Іжа.
Довжина річки становить 29 км. Бере початок на Можгинської височини на західній околиці села Ключевка, впадає до Іжа нижче села Варзі-Пельга. Лівий берег переважно крутіший.
На річці розташовані села
- Удмуртії — Ключевка, Кузюмово, Арбайка, Варзі-Ятчи, Юм'яшур;
- Татарстану — Балтачево, Варзі-Пельга.